# Hệ thống đầu cuối
Trong lĩnh  vực mạng máy tính, hệ thống đầu cuối hay máy đầu cuối (tiếng Anh:end system) là các máy tính kết nối với mạng máy tính hay trực tiếp với Internet. Gọi là đầu cuối (end) vì các máy tính này nằm tại rìa mạng hay Internet. Người dùng đầu cuối luôn luôn tương tác với các hệ thống đầu cuối.
Các hệ thống  của Internet còn bao gồm một số máy tính mà người dùng đầu cuối không tương tác. Các máy này bao gồm các máy chủ thư điện tử và máy chủ web
Với tốc độ hiện đại hóa ngày càng cao của công nghệ, các đồ dùng trong nhà (chẳng hạn máy nướng bánh mì và tủ lạnh) cũng như các máy tính cầm tay và máy ảnh số đang dần được kết nối toàn bộ với Internet là các hệ thống đầu cuối.
Các hệ thống đầu cuối mà kết nối với Internet còn được gọi trong tiếng Anh là hosts, bởi vì chúng có (host) những ứng dụng Internet như trình duyệt web hay ứng dụng lấy thư điện tử.